# Jappe Claes
Jappe Claes (Tienen, 22 oktober 1952) is een Belgische acteur en vaak actief in Nederland.

## Biografie
Claes was van 1996 tot en met 2009 verbonden aan De Trust en de Theatercompagnie. Van 2003 tot 2014 was hij artistiek leider aan en docent van de regieopleiding van de Amsterdamse Hogeschool voor de Kunsten. Van 2011 tot 2017 was hij een van de vaste acteurs van Het Nationale Toneel.

### Seksuele intimidatie
Claes moest in 2014 de theaterschool gedwongen verlaten omdat er beschuldigingen waren van seksuele intimidatie van meerdere studentes. Het jaar erna publiceerde actrice Anne van Veen, dochter van zanger Herman van Veen, de autobiografische roman Wie ik aan het zijn was, over haar persoonlijke ervaringen met Jappe Claes.
In oktober 2017 moest Claes ook Het Nationale Theater onder dwang verlaten, naar aanleiding van nieuwe meldingen van seksueel grensoverschrijdend gedrag in zijn tijd bij de Academie voor Theater en Dans in Amsterdam.

## Filmografie

### Film
- Daens (1993) als Ponnet
- She Good Fighter (1995) als gevangenisdirecteur
- Dief! (1998) als psychiater Bosch
- Kaas (1999) als man 2
- De zaak Alzheimer (2003) als procureur Marcel Bracke
- Dossier K. (2009) als procureur Marcel Bracke
- Zot van A. (2010) als Tom Reynders
- Claustrofobia (2011) als Dr. Menno Willems
- De verbouwing (2012) als dokter Den Ouden
- Het vonnis (2013) als procureur-generaal

### Televisie
- Jacobus en Corneel (1982-1984)
- Merlina (1983,1984,1985) apotheker, spion, clown, rekwisiteur
- Langs de Kade (1988)
- Het verdriet van België (1994)
- Willie & Nellie (1996) als Gaston Scheetemaekers
- Saint Amour (2001)
- Baantjer (2002) als Martin van Oosten (aflevering De Cock en de moordende wreker)
- Spoorloos Verdwenen (2006) als Gilbert
- Flikken (2007) als Johannes Van Latem De Doncker
- Matroesjka's (2008) als Tuur Belis
- Recht op Recht (1998, 2000) als Mangelschots
- Witse als Leon Pauwels
- Aspe als Wilfried Machiels
- Albert II (2013)
- Verliefd op Ibiza (2013)
- Vossenstreken (2015)
- Trollie (2015) als Kamiel
- Voetbalmaffia (2017)

Voor zijn rol in Strange Interlude bij Het Nationale Toneel werd hij genomineerd voor de Louis d'Or.